# Bão Keith (1997)
Bão Keith là siêu bão thứ 10 trong tổng số kỷ lục 11 cơn siêu bão của mùa bão hoạt động mạnh bất thường trên Tây Bắc Thái Bình Dương trong năm 1997. Hình thành từ một rãnh thấp gần xích đạo trong ngày 26 tháng 10, áp thấp nhiệt đới - tiền thân của Keith - dần mạnh lên thành bão nhiệt đới. Sau hai ngày tăng cường chậm ổn định, Keith đã trải qua một giai đoạn mạnh lên nhanh chóng trong ngày 30 tháng 10, với vận tốc gió tăng lên 120 dặm/giờ (195 km/giờ). Vào ngày 1 tháng 11, cơn bão tiếp tục mạnh lên thành siêu bão và sau đó nó đạt vận tốc gió tối đa lên đến 180 dặm/giờ (295 km/giờ). Ngày hôm sau, siêu bão rất mạnh này đi qua khu vực giữa đảo Rota và đảo Tinian thuộc quần đảo Bắc Mariana. Sau khi biến động bất thường về cường độ trong vài ngày tiếp theo, một chiều hướng suy yếu chắc chắn bắt đầu từ ngày 5 tháng 11 khi cơn bão tăng tốc về phía Đông Bắc. Vào ngày 8 tháng 11, Keith biến đổi thành một xoáy thuận ngoại nhiệt đới và nó được ghi nhận lần cuối cùng vào sáng sớm ngày hôm sau ở khu vực gần đường đổi ngày quốc tế.
Mặc dù Keith di chuyển qua rất gần hai hòn đảo Rota và Tinian khi nó là một cơn bão cực mạnh, không hòn đảo nào ghi nhận gió duy trì vượt quá 105 dặm/giờ (160 km/giờ). Tuy nhiên, vận tốc gió đó cũng đủ gây thiệt hại đáng kể khắp chuỗi đảo. Hơn 800 ngôi nhà bị hư hại hoặc phá hủy bởi cơn bão và thiệt hại vật chất là 15 triệu USD (1997 USD). Có một người bị thương, không có báo cáo thiệt hại tính mạng về người.

## Lịch sử khí tượng
Bão Keith hình thành trong tuần thứ ba của tháng 10 năm 1997 từ một rãnh thấp gần xích đạo và gần quần đảo Marshall. Bắt đầu từ ngày 18 tháng 10, mây đối lưu đã tồn tại xung quanh một hoàn lưu mực thấp yếu. Hệ thống di chuyển về hướng Tây, duy trì tương đối bất tổ chức trước khi những điều kiện xung quanh trở nên thuận lợi hơn cho phép nó phát triển. Vào ngày 26 tháng 10, mây đối lưu đã tập hợp xung quanh tâm hoàn lưu và dòng thổi đối xứng bắt đầu được thiết lập. Cuối ngày, JTWC đã ban hành "Cảnh báo về sự hình thành của xoáy thuận nhiệt đới" cho hệ thống này khi họ dự đoán nó sẽ sớm phát triển thành một xoáy thuận nhiệt đới. Vài giờ sau, JMA bắt đầu theo dõi hệ thống khi họ đã phân loại nó là một áp thấp nhiệt đới. Mặc dù các điều kiện là thuận lợi, vùng thấp ban đầu không thể phát triển thêm, khiến cho JTWC phải ban hành thêm một "Cảnh báo về sự hình thành của xoáy thuận nhiệt đới" thứ hai vào ngày 27 tháng 10. Đến cuối ngày, JTWC đã ban hành thông báo đầu tiên của họ về áp thấp nhiệt đới, họ phân loại nó là áp thấp nhiệt đới 29W.
Sáng sớm ngày 28 tháng 10, áp thấp nhiệt đới mạnh lên thành bão nhiệt đới, và tại thời điểm đó nó được đặt tên là Keith bởi JTWC. Di chuyển về hướng Tây - Tây Bắc do chịu ảnh hưởng của áp cao cận nhiệt, cơn bão tăng cường chậm chỉ bằng khoảng một nửa so với dự đoán ban đầu. Dù vậy, vào ngày 30, Keith đột nhiên trải qua một giai đoạn tăng cường độ nhanh chóng, với vận tốc gió tăng từ 65 dặm/giờ (100 km/giờ) lên 120 dặm/giờ (195 km/giờ) trong khoảng thời gian 24 tiếng, và áp suất khí quyển đã giảm 43 mbar (hPa; 1,27 inHg) trong quãng thời gian đó. Trong ngày hôm sau, cơn bão tiếp tục mạnh thêm, trở thành siêu bão (vận tốc gió đạt ít nhất 150 dặm/giờ (240 km/giờ) vào cuối ngày. Một thời gian ngắn sau, Keith đã đạt đến vận tốc gió tối đa 180 dặm/giờ (285 km/giờ) và một áp suất ước tính 878 mbar (hpa; 25,39 inHg). Tuy nhiên theo JMA, vận tốc gió duy trì liên tục 10 phút cao nhất của Keith là 125 dặm/giờ (205 km/giờ) và áp suất thấp nhất là 910 mbar (hPa; 26,87 inHg).
Duy trì trạng thái siêu bão, Keith di chuyển qua quần đảo Bắc Mariana vào khoảng giữa 0600 và 1200 UTC trong ngày 2 tháng 11, với gió khi đó đạt vận tốc 160 dặm/giờ (260 km/giờ). Vùng tâm bão đi qua khu vực giữa hai đảo Rota và Tinian; tuy vậy, phạm vi gió mạnh nhất của cơn bão được biết đến là rất nhỏ gọn, ước tính chỉ một khoảng 35 dặm (55 km). Một thời gian ngắn sau khi đi qua quần đảo, Keith suy yếu xuống dưới cấp siêu bão vào ngày 3 tháng 11 khi mắt bão bị lu mờ đi phần nào do chu trình thay thế thành mắt bão. Tuy nhiên cơn bão đã tăng cường trở lại trong ngày hôm sau, vận tốc gió đạt 155 dặm/giờ (250 km/giờ) khi nó chuyển hướng về phía Bắc và sau đó là Đông Bắc. Sau đó, Keith tăng tốc và suy yếu dần đều khi nó đi vào dòng thổi về hướng Tây ở phía Bắc của áp cao mà trước đó đã tác động khiến nó di chuyển theo hướng Tây. Sáng sớm ngày mùng 8, khi mà đã bị giáng cấp xuống chỉ còn là bão nhiệt đới, Keith chuyển đổi thành một xoáy thuận ngoại nhiệt đới. Hệ thống ngoại nhiệt đới - những tàn dư của Keith - được ghi nhận lần cuối cùng bởi JMA trong ngày 9 tháng 11, gần đường đổi ngày quốc tế.

## Tác động

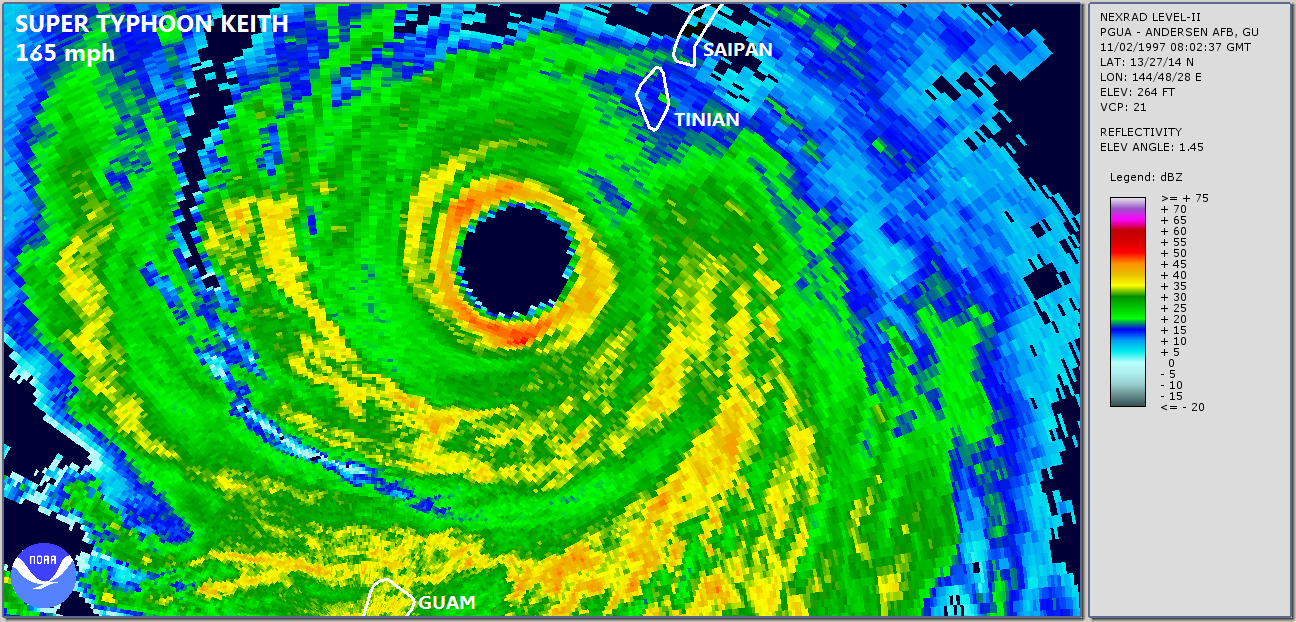
Ảnh ra đa từ Guam hiển thị siêu bão Keith khi nó tiếp cận quần đảo Mariana

Trước khi cơn bão đến, hơn 1.000 cư dân đã di tản đến những nơi trú ẩn được thiết lập ở quần đảo Bắc Mariana. Phụ nữ có thai hơn 7 tháng được hối thúc đến các bệnh viện để kiểm tra, nơi các bác sĩ cảnh báo những sự thay đổi của áp suất có thể gây ảnh hưởng đến con họ.
Vào ngày 2 tháng 11, Keith đi qua eo biển rộng 60 dặm (95 km) giữa Rota và Tinian. Mặc dù cơn bão di chuyển qua giữa hai đảo, vùng gió có vận tốc lớn hơn 115 dặm/giờ (185 km/giờ) không đủ rộng để vươn tới hai hòn đảo. Vận tốc gió tối đa ở Saipan là 98 dặm/giờ (158 km/giờ) và gió giật 109 dặm/giờ (175 km/giờ). Ở Rota, gió đạt vận tốc 58 dặm/giờ (93 km/giờ) và gió giật 81 dặm/giờ (130 km/giờ). Ở Tinian vận tốc gió đạt 69 dặm/giờ (111 km/giờ) và gió giật 81 dặm/giờ (130 km/giờ). Gió tại Guam đạt tối đa là 41 dặm/giờ (66 km/giờ) với gió giật 63 dặm/giờ (101 km/giờ).
Tại quần đảo Bắc Mariana, hơn 800 ngôi nhà bị hư hại hoặc phá hủy và điện bị mất ở hầu khắp quần đảo, khiến cho 25.000 người rơi vào tình cảnh không có điện. Thiệt hại chủ yếu xảy ra ở Saipan, nơi có 130 ngôi nhà bị phá hủy, 436 ngôi nhà khác hư hại nặng, và 226 ngôi nhà hư hại nhẹ. Ở Rota, 24 ngôi nhà bị phá hủy và 156 ngôi nhà khác bị hư hại ở các mức độ khác nhau. Dù tổn thất là nghiêm trọng, đã không có trường hợp thiệt mạng nào được báo cáo và chỉ duy nhất một người bị thương do bão. Tổng thiệt hại tại quần đảo Bắc Mariana là 15 triệu USD (1997 USD).
Trong bối cảnh cơn bão, Tổng thống Bill Clinton tuyên bố quần đảo Mariana là một khu vực thảm họa thiên tai, điều đó cho phép những vùng chịu ảnh hưởng của cơn bão được nhận viện trợ từ chính phủ. Những nhân viên của Hội Chữ thập đỏ được đưa đến những hòn đảo để hỗ trợ với các nỗ lực cứu trợ ban ngày sau cơn bão. Bão Keith là một trong 23 sự kiện ở nước Mỹ trong giai đoạn El Niño 1997 - 1998 được đảm bảo viện trợ liên bang. Tổng cộng, các đợt thiên tai gây thiệt hại 289,1 triệu USD, trong đó có 5.813.784 USD là thiệt hại do Keith.